# Ongota (Sprache)
Ongota (Fremdbezeichnung Birale/Birayle) ist eine sterbende Sprache im südwestlichen Äthiopien. Es ist die traditionelle Sprache der Ongota, die meisten Mitglieder dieses Volkes haben jedoch inzwischen das Ts'amakko angenommen; 2003 wurde das Ongota nur noch von acht Personen gesprochen. Die Klassifikation des Ongota ist ungesichert, nach Harold C. Fleming stellt es einen eigenen Zweig der afroasiatischen Sprachen dar, nach Savà und Tosco 2003 ist es eine ostkuschitische Sprache mit nilo-saharanischem Substrat. Ongota besitzt postglottalisierte sowie pharyngale Konsonanten; die Morphologie ist offenbar hauptsächlich agglutinierend. Verben werden durch präfigierte Pronomina konjugiert: (kaata) ka-c'ak „ich aß/esse/werde essen“ (wörtlich: „(Ich) ich-essen“), Aspekte oder Tempora können synthetisch durch die Lage des Tons oder analytisch gebildet werden. Substantive kennen mehrere durch Suffixe ausgedrückte Kasus.